# Che succede al povero Allan?
Che succede al povero Allan? è un film televisivo del 1970 diretto da Curtis Harrington e tratto dal romanzo How Awful About Allan di Henry Farrell pubblicato nel 1963.

## Trama
Il giovane Allan, dopo una degenza di otto mesi in un ospedale psichiatrico a causa della morte del padre perito in un incendio, rimasto cieco torna a casa per vivere con la sorella Katherine, rimasta sfregiata nello stesso incendio. Ma una misteriosa pensionante potrebbe cercare, facendo leva sui sensi di colpa, di farlo impazzire.

## Curiosità
Il film fu trasmesso per la prima volta in Italia in TV su Rai 2 il 23 novembre 1978 nella rassegna horror settimanale Sette storie per non dormire, della quale facevano parte anche altri sei titoli: Natale con i tuoi (1972), La casa che non voleva morire (1970), La vendetta (1971), Hello Lola (1976), In piena luce (1971) e il celebre Trilogia del terrore (1975). Successivamente fu trasmesso da Rete 4 in prima serata nel 1985 all'interno del ciclo L'altra dimensione: dieci maestri dal grande al piccolo schermo.
Dallo stesso romanzo, How Awful About Allan di Henry Farrell, era già stato tratto un film televisivo tedesco nel 1969 dal titolo Horror diretto da Peter Lilienthal con sfumature più horror.

## Distribuzione col titolo Psyco 2
Nel 2007 è stato distribuito in DVD dalla Storm Video col nuovo titolo Psyco 2, ma il film non c'entra affatto con Psyco diretto da Alfred Hitchcock nel 1960. Il vero seguito di Psyco è Psycho II diretto nel 1983 da Richard Franklin.
Nel 2015 è stato finalmente distribuito in DVD col suo vero titolo Che succede al povero Allan? dall'etichetta Cult Media.